# Tauroprimnoa austasensis
Tauroprimnoa austasensis is een zachte koraalsoort uit de familie Primnoidae. De koraalsoort komt uit het geslacht Tauroprimnoa. Tauroprimnoa austasensis werd in 2010 voor het eerst wetenschappelijk beschreven door Zapata-Guardiola & López-González. 